# St. Valentine's Day Massacre: In Your House
St. Valentine's Day Massacre: In Your House was een professioneel worstel-pay-per-view (PPV) evenement dat georganiseerd werd door de World Wrestling Federation (WWF, nu WWE). Het was de 27ste editie van In Your House en vond plaats op 14 februari 1999 in het Memphis Pyramid in Memphis, Tennessee. Dit was het laatste In Your House evenement tot de terugkeer in 2020 met NXT TakeOver: In Your House. De titel van het evenement verwijst naar het bloedbad op Valentijnsdag in 1929, waarbij zeven mensen werden vermoord als onderdeel van de bendeoorlog tussen Al Capone en Bugs Moran. Het evenement stond bekend door de WWF-debuut van Big Show, die werd aangeduid onder zijn echte naam, Paul Wight.

## Matches
| Nr. | Match                                                                              | Winnaar(s)               | Opmerkingen | Bron  |
| --- | ---------------------------------------------------------------------------------- | ------------------------ | --- | ----- |
| 1D  | Too Much (Brian Christopher & Scott Taylor) vs. The Hardy Boyz (Jeff & Matt Hardy) | Too Much                 | Tag Team match. Vooraf opgenomen op Heat. | [ 2 ] |
| 2H  | Viscera (met Mideon) vs. Test (met Big Boss Man)                                   | Viscera                  | Eén-op-één match. Vooraf opgenomen op Heat. | [ 2 ] |
| 3H  | Billy Gunn (met Triple H & X-Pac) vs. Tiger Ali Singh                              | N.V.T.                   | Eén-op-één match. De match eindigde in no contest. Vooraf opgenomen op Heat.                                                                      | [ 2 ] |
| 4   | Goldust vs. Bluedust                                                               | Goldust                  | Eén-op-één match. | [ 2 ] |
| 5   | Bob Holly vs. Al Snow (met Head)                                                   | Bob Holly                | Hardcore match voor het vacant WWF Hardcore Championship.                                                                                         | [ 2 ] |
| 6   | Big Boss Man vs. Mideon                                                            | Big Boss Man             | Eén-op-één match. | [ 2 ] |
| 7   | Jeff Jarrett & Owen Hart (c) (met Debra) vs. D'Lo Brown & Mark Henry (met Ivory)   | Jeff Jarrett & Owen Hart | Tag Team match voor het WWF Tag Team Championship.                                                                                                | [ 2 ] |
| 8   | Val Venis (met Ryan Shamrock) vs. Ken Shamrock (c)                                 | Val Venis (nc)           | Eén-op-één match voor het WWF Intercontinental Championship met Billy Gun als Special Guest Referee.                                              | [ 2 ] |
| 9   | The Corporation (Chyna & Kane) vs. D-Generation X (Triple H & X-Pac)               | The Corporation          | Tag Team match. | [ 2 ] |
| 10  | Mankind (c) vs. The Rock                                                           | N.V.T.                   | Last Man Standing match voor het WWF Championship. De match eindigde in een draw.                                                                 | [ 2 ] |
| 11  | Stone Cold Steve Austin vs. Mr. McMahon                                            | Stone Cold Steve Austin  | Steel Cage match om Number One Contender te worden voor het WWF Champiomship op WrestleMania XV. Steve Austin won door uit de kooi te ontsnappen. | [ 2 ] |